# Усанов, Иван Алексеевич
Иван Алексеевич Усанов — председатель колхоза имени XXII съезда КПСС Советского района Ставропольского края, Герой Социалистического Труда.

## Биография
Родился в 1912 году в станице Луковская Моздокского района в семье крестьянина-середняка. Член ВКП(б).
Окончил Терский сельскохозяйственный техникум (1932) и заочное отделение Крымского сельскохозяйственного института им. М. И. Калинина.
В 1932—1975 гг.:
- агроном Прикумского хлопководческого совхоза,
- главный агроном в Моздокском земельном отделе Северо-Осетинской АССР,
- директор Стародеревской машинно-тракторной станции Моздокского района,
- август 1942 — январь 1943 — партизан партизанского отряда «Терек»,
- 1943—1945 — председатель Моздокского районного Совета депутатов трудящихся,
- председатель исполкома Совета депутатов трудящихся города Орджоникидзе,
- председатель исполкома Александровского райсовета депутатов трудящихся Ставропольского края,
- директор краевой семенной хлопководческой станции,
- 1953—1975 — председатель колхоза имени XXII съезда КПСС Советского района Ставропольского края.

Указом Президиума Верховного Совета СССР от 30 апреля 1966 года присвоено звание Героя Социалистического Труда с вручением ордена Ленина и золотой медали «Серп и Молот».
Избирался депутатом Верховного Совета РСФСР 4-го созыва, Верховного Совета СССР 7-го созыва.
Умер в 1994 году в Зеленокумске.